# Lonely Symphony (We Will Be Free)
"Lonely Symphony (We will be Free)" (tradução portuguesa: "Sinfonia solitária (Nós sermos livres)" ) foi a canção britânica no Festival Eurovisão da Canção 1994 que se realizou em Dublin, na Irlanda. Foi a sexta canção a ser interpretada na noite do festival, a seguir à canção islandesa"Nætur" , cantada por Sigríður Beinteinsdóttir e antes da canção croata "Nek' ti bude ljubav sva", cantada por Tony Cetinski. Terminou em 10.º lugar, recebendo um total de 63 pontos. 
Foi interpretada em inglês por Frances Ruffelle. 

## Autores
- Letra: George De Angelis, Mark Dean
- Música: George De Angelis, Mark Dean
- Orquestrador: Michael Reed

## Vendas
Esta canção atingiu o nº 24 do top britânica.